# Manufacture des allumettes d'Aubervilliers
La manufacture des allumettes d'Aubervilliers est une ancienne usine de fabrication d'allumettes, située au lieu-dit La Motte, 124 rue Henri-Barbusse (avant 1945, rue du Vivier) à Aubervilliers. Avec 12 milliards d'allumettes produites par an, l'usine fournissait le quart de la production de la SEITA.

## Histoire

### Le site avant la construction de la manufacture
En 1402, Michel de Laillier (ou de Lallier), seigneur d'Ermenonville, se voit attribuer la seigneurie du Vivier-lès-Aubervilliers qui se trouve exactement à cet emplacement. En 1531, la famille de Montholon acquiert la seigneurie du Vivier et d'Aubervilliers,, dont l'actuel marché du vivier conserve le nom. En 1708, le plan de Charles Inselin y figure un vivier. Les fossés du bâtiment, entretemps renommé château des Vertus, sont comblés entre la fin du XVIIIe siècle et 1839,.

### La manufacture d'allumettes
Le 14 mai 1867, un avis annonçant l'enquête de commodo et incommodo pour la fabrique d'allumettes de la dame Lequin, dite Delabarre, à Aubervilliers, au lieu dit La Motte. L'usine y est construite la même année.
L'intérêt de fabriquer des allumettes dans la Plaine Saint-Denis est que le phosphore blanc, un de ses composants, peut être fabriqué industriellement à partir d'os calcinés que pouvaient fournir les abattoirs des environs.
Dans le cadre de la loi de 1872 instaurant le monopole d'État sur la fabrication, la vente et l'importation d'allumettes en France, la société devient la Compagnie générale des allumettes chimiques en 1874, puis passe sous la tutelle de la Direction générale des Manufactures d'État en 1890. Entretemps, ses bureaux sont installés en 1876 entre la rue Sainte-Marguerite et l'avenue Jean-Jaurès à Pantin.
En 1902, l'usine est reconstruite pour y installer de nouvelles machines Sévène et Cahen, permettant la fabrication en continu. C'est à cette époque que la cheminée est édifiée.
Elle est désaffectée en 1962.

### La reconversion de la manufacture
En 1967, les locaux sont attribués à la Documentation française, qui y installe son siège en 1997 dans un nouveau bâtiment de façade, œuvre des architectes François Leclercq et Fabrice Dusapin.
Le département des restaurateurs de l'Institut national du patrimoine y emménage en 2015,.

## Description
Les bâtiments en briques de la manufacture sont en forme de U.
La cheminée du site, d'une hauteur de 45 mètres, est faite d'une maçonnerie de brique, de meulière et de pierre de taille, pour une masse de 1200 tonnes. Elle est protégée au titre des monuments historiques depuis avril 2005.